# Imías
Imías is een gemeente in de Cubaanse provincie Guantánamo. De gemeente heeft een oppervlakte van 530 km² en telt 21.000 inwoners (2015).

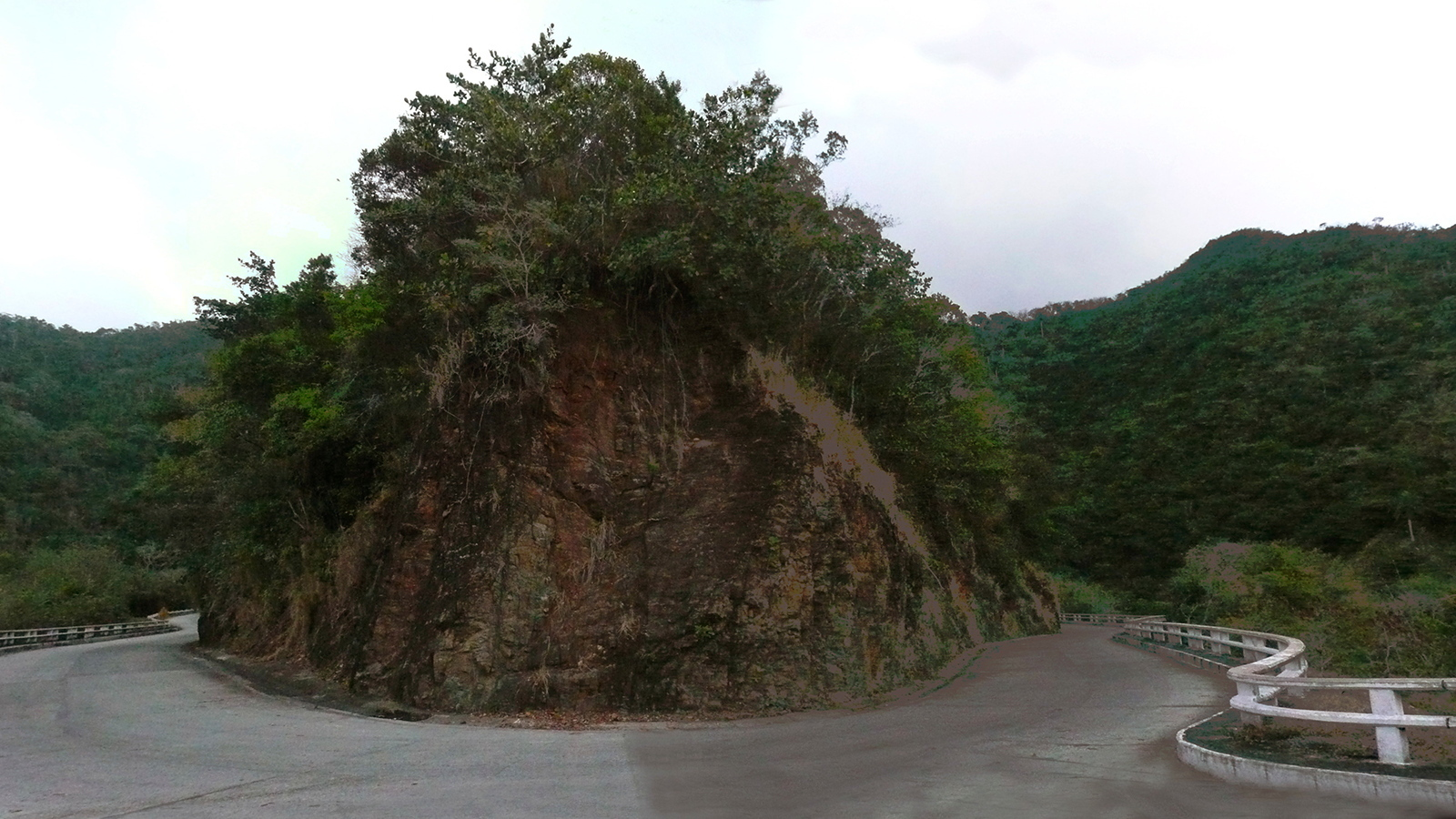
De La Farola-bergpas nabij Imías.